# 臺灣裔
台灣人後裔（英語：people of Taiwanese descent），通稱台灣裔、台裔、台灣僑民、台僑、海外台灣人（Overseas Taiwanese），是指來自台灣的移民，包括在海外出生的台灣人後代，或是在台灣出生、成長後移居至其他國家的台灣人。他們可能只擁有非中華民國國籍，或同時擁有中華民國與其他國籍。台裔人士多半分布在日本、東南亞、美國、加拿大以及澳洲、紐西蘭等國家或地區。不少台裔人士自認擁有華裔血統（例如外省籍台裔人士），歐美台裔人士亦常被歸於海外華人，但不一定所有的台灣人後裔都源自漢族血統（如原住民或新住民），亦有台裔人士出於民族認同而認為自身不屬華裔。

## 定義
使用台灣裔這個名詞，代表了該人對台灣這個地理區域或1946年後播遷來台的中華民國政權有一定程度的關係，或是在情感上與台灣有特別的連結。某些政治性格強烈的群體中可能隱含台灣民族主義色彩。但一般日常使用，比如媒體的使用，可能就是中立的代表他出生在台灣，或父母背景來自台灣，未必帶有特別的政治含義。
在1983年《龍旗》雜誌已可見到「台裔」此名詞，台灣民族主義人士約1991年前開始使用這個名詞，當時被認為是台灣正名運動的一部分，具政治性爭議。但近年來已經開始慢慢在台灣的新聞及日常生活中使用。以美國2010年人口普查為例，有组织号召台灣移民在填寫人口普查時，不要勾選Chinese，而自行填写「Taiwanese」。結果，有23萬多台灣移民改填寫「Taiwanese」。
著名的代表有丁肇中、吳季剛、金城武、王貞治、趙小蘭、何大一、楊致遠、張德培、蓮舫、林書豪、孟昭文、翁倩玉、黃頤銘等人。

## 族裔與法律身分界定
有些人雖出生於中国大陸或祖籍在中国大陸，但到台灣的時間可能是1945年－1950年，在台灣的時間很可能比在中國大陸的時間更多，跟台灣的聯繫與記憶比中國大陆更深，生於中國大陸、香港、長於台灣，而自認或被視為台灣人的不乏其人。這些人到國外時的身分是來自中華民國的台灣居民，且根據屬人主義的《中華民國國籍法》，這些人在國外出生的小孩也有資格申請為中華民國國民。
1994年10月25日，美國總統比爾·柯林頓簽署美國國會法案103－415號（Public Law 103-415），出生於台灣之美國人的護照及其他官方證件的出生地皆得以由China更名為Taiwan。這是基於中華人民共和國代表中國，台灣並不是由中華人民共和國統治，以免混淆，法案並無抵觸一個中國的外交政策。

## 相關爭議
2016年3月17日，中華民國總統馬英九至中南美洲訪問，過境美國洛杉磯時，陪同出訪的僑務委員會委員長陳士魁，評論台灣裔一詞是「無知、毫無意義」。引發民進黨立委的不滿。